# ダヴィド・スクレラ
ダヴィド・スクレラ（David Skrela、1979年3月2日-）はフランス、トゥールーズ出身のラグビー選手。スタンドオフとして、フランス代表とスタッド・トゥールーザンでプレーしている。

## 人物
元フランス代表選手であり代表監督でもあったジャン＝クロード・スクレラの息子で、妹のガエル・スクレラはプロのバスケットボール選手。
2003年にトゥールーズ国立応用化学学院を卒業している。
スタンドオフに加えてセンターのポジションもこなす。

## キャリア

### クラブ
- 1997-2003 USコロミエ
- 2003-2008 スタッド・フランセ・パリ
- 2008-     スタッド・トゥールーザン

### フランス代表
2001年6月30日のニュージーランド戦で初キャップ。その後6年間、代表に呼ばれることはなかったが、スタッド・フランセ・パリでの活躍により2007年のシックスネイションズで再び代表に選出された。

## タイトル

### クラブ
- Top14
  - 優勝：2004, 2007。
  - 準優勝：2000, 2005。
- ハイネケンカップ準優勝：1999, 2005。
- ヨーロピアン・シールド優勝：1998。

### フランス代表
- 11セレクション。
- 21ペナルティ、7コンヴァージョン、77得点。
- 年ごとのセレクション：1(2001), 10(2007)。
- シックス・ネイションズ優勝：2007。

### ワールドカップ
- 2007年 : 3セレクション（アルゼンチン、グルジア、アルゼンチン（三位決定戦））。

### その他のセレクション
- フランスA代表：2005-2006年シーズンに1セレクション（アイルランドA）。
- フランス大学生代表：2000年度優勝。